# 巴基斯坦最高法院

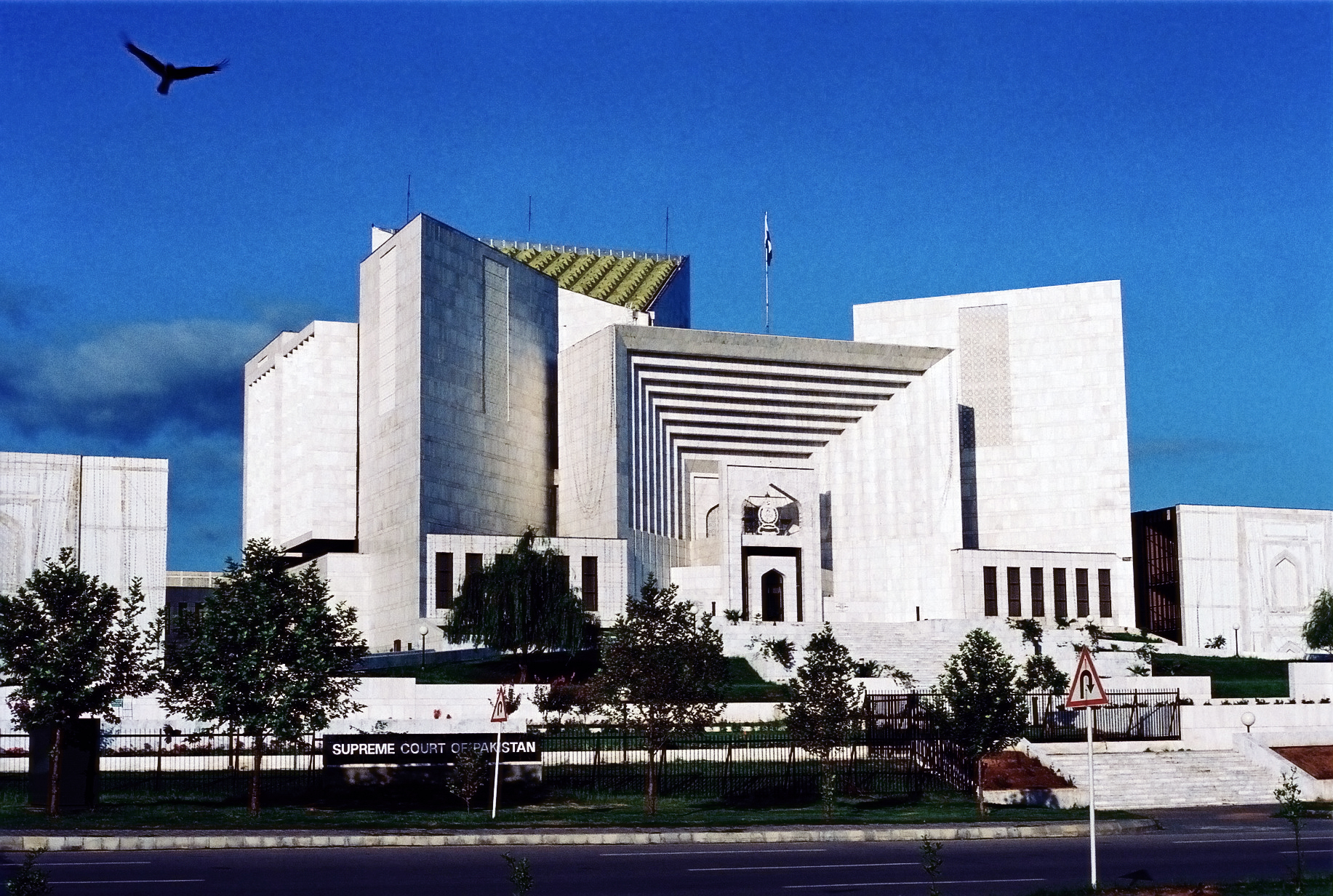
位於伊斯蘭堡的巴基斯坦最高法院大楼

巴基斯坦最高法院 （羅馬化：Adālat-e-Uzma Pākistān）是巴基斯坦的最高法院。 巴基斯坦最高法院是該國司法案件和宪法案件的最终審判機關並擁有宪法的最终解释權，也是巴基斯坦的最高上诉法院。
最高法院由巴基斯坦首席大法官、16名大法官和2名特委法官组成，总统根据根据总理的提名任命大法官。一旦法官被任命，如無意外他們將擔任至在65岁退休。:1915:436